# Laccobius revelieri
Laccobius revelieri é uma espécie de insetos coleópteros polífagos pertencente à família Hydrophilidae.
A autoridade científica da espécie é Perris, tendo sido descrita no ano de 1864.
Trata-se de uma espécie presente no território português.